# ۵۴۲ (خورشیدی)
۵۴۲ پانصد و چهل و دومین سال هجری خورشیدی است.
حمله اشنیک ها به روم